# الحالة الثابتة في المجموعة المتصلة

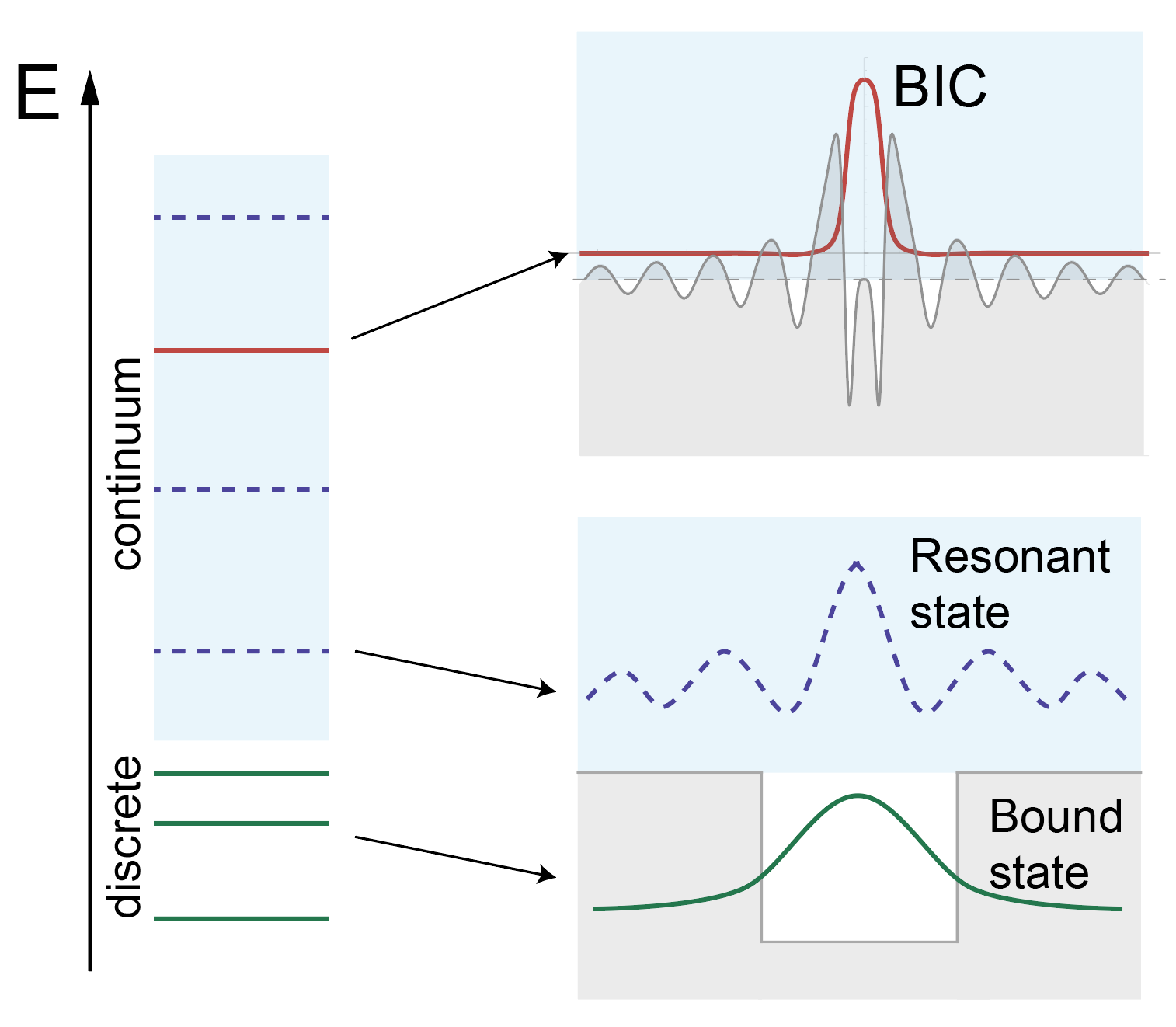
صورة تخطيطية لمستويات الطاقة وأمثلة لحالات مختلفة. حالات الطيف المنفصلة (الأخضر)، الحالات الرنًانة (الخط المنقط الأزرق)، والحالات الثابتة في السلسلة المتصلة (أحمر).

الحالة الثابتة في المجموعة المتصلة هي حالة كمومية لبعض الأنظمة الكمية المعينة والتي تحتوي على الخصائص التالية:
1-تتواجد الطاقة في سلسلة مستمرة من الصيغ و الأشكال المتكاثرة و المنتشرة في الفضاء المحيط.
2-لا تتفاعل الحالة مع أي من حالات السلسلة المتصلة (لا يمكنها أن تصدر ولا يمكن أن تثيرها أي موجة تأتي من اللانهاية).

3-الطاقة حقيقية وعامل الجودة لانهائي، إذا لم يكن هناك امتصاص في النظام.
تتم ملاحظة الحالة الثابتة في المجموعة المتصلة في الأنظمة الإلكترونية والضوئية والصوتية. الحالات الثابتة في المنطقة المحظورة، حيث لا توجد نهاية للحلول عند اللانهاية، معروفة على نطاق واسع (الذرات، النقاط الكمومية، العيوب في أشباه الموصلات). بالنسبة للحلول المتصلة بهذه السلسلة المتصلة، تعتبر حالات الطنين معروفة، والتي تتحلل (أي تفقد الطاقة) مع مرور الوقت. من الممكن أن تستثار هذه الحالات، على سبيل المثال، بموجة خارجية تحتوي على نفس الطاقة. الحالات الثابتة في هذه السلسلة لها قيم ذاتية حقيقية للطاقة وبالتالي فإنها لا تتفاعل مع حالات الطيف المستمر ولا يمكن أن تتحلل.